# Los cuadernos de don Rigoberto
Los cuadernos de Don Rigoberto es una novela erótica escrita por Mario Vargas Llosa, Premio Nobel de literatura 2010. Fue publicada por primera vez en abril de 1997 por la Editorial Alfaguara, siendo la primera de las ocho novelas que ha lanzado con la editorial española.
El argumento del relato se basa en una serie de textos que escribe Rigoberto, un directivo de una compañía de seguros que se evade de la realidad cotidiana, plasmando sus fantasías sexuales y deseos en unos cuadernos. A la vez su pequeño hijo Fonchito esta obsesionado con el pintor austriaco Egon Shiele, y quiere imitarlo en todo, con ello recuerda y desea a su madrastra para poder pintarla y amarla como su pintor favorito pintaba sus cuadros. 
Todos los escritos están basados en obras de arte, tanto pictóricas como musicales y literarias que le sirven de inspiración. Entre ellas se encuentran: El origen del mundo y Pereza y lujuria, de Gustave Courbet;  Desnudo con gato, de Balthus;  Diana y sus compañeras, de Johannes Vermeer; La Priére y La espalda de Kiki de Montparnasse de Man Ray, los grabados eróticos de Utamaro o El baño turco, de Jean Auguste Dominique Ingres. 

## Obras relacionadas
Los personajes y temas eróticos de los Cuadernos de Dom Rigoberto serían posteriormente retomados por Vargas Llosa en su novela Elogio de la Madrasta, publicada en 1988.

## Galería de imágenes

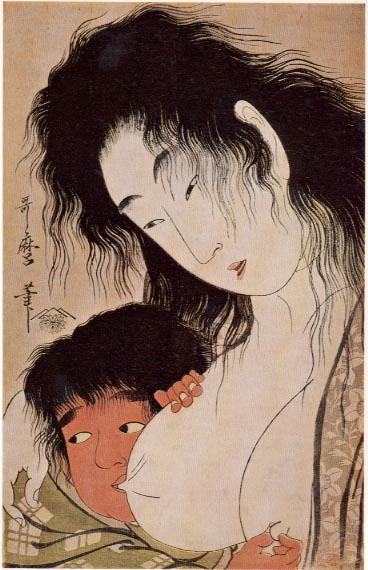
Utamaro: Yama-Uba y Kintaro (con una copa de vino)
Dominique Ingres: El baño turco